# Bombylius inconspicus
Bombylius inconspicus är en tvåvingeart som beskrevs av Greathead 1967. Bombylius inconspicus ingår i släktet Bombylius och familjen svävflugor. Inga underarter finns listade i Catalogue of Life.